# ريتشارد هاميلتون (مجدف)
ريتشارد هاميلتون (بالإنجليزية: Richard Hamilton)‏ هو مدرب تجديف بريطاني، ولد في 29 سبتمبر 1973 في بليموث في المملكة المتحدة.

## وصلات خارجية
- ريتشارد هاميلتون على موقع الاتحاد الدولي للتجديف (الإنجليزية)
- ريتشارد هاميلتون على موقع اللجنة الأولمبية الدولية (الإنجليزية)
- ريتشارد هاميلتون على موقع أوليمبيديا (الإنجليزية)
- ريتشارد هاميلتون على موقع اللجنة الأولمبية البريطانية (الإنجليزية)